# Manchester by the Sea (phim)
Manchester by the Sea là bộ phim chính kịch Mỹ được biên kịch và đạo diễn bởi Kenneth Lonergan, với sự tham gia của Casey Affleck, Michelle Williams, Kyle Chandler, Gretchen Mol và Lucas Hedges. Câu chuyện kể về một người bác đã chăm sóc cháu mình sau khi cha cậu bé chết. Bộ phim bấm máy vào ngày 23 tháng 3 năm 2015, tại thị trấn Massachusett.
Bộ phim được công chiếu tại liên hoan phim Sundance vào ngày 23 tháng 1 năm 2016. Bộ phim phát hành hạn chế vào ngày 18 tháng 11 năm 2016, trước khi công chiếu vào ngày 16 tháng 12 năm 2016. Viện phim Mỹ bình chọn đây là một trong mười phim hay nhất năm 2016 và được đề cử cho nhiều giải thưởng, bao gồm giải giải Quả cầu vàng cho phim chính kịch hay nhất, đạo diễn xuất sắc nhất, nam diễn viên phim chính kịch xuất sắc nhất cho Affleck, nữ diễn viên phụ xuất sắc nhất cho Williams và kịch bản hay nhất.

## Nội dung
Lee Chandler làm tạp vụ ở thành phố Quincy, Massachusetts, là người thích yên tĩnh và kín đáo. Sau khi cãi nhau với một khách thuê nhà ở nơi làm việc, ông bị ông chủ khiển trách. Tức giận, Chandler đã gây sự với hai người đàn ông ở quán bar vì nghĩ rằng họ đang nhìn ông như thể ông rất kì quặc. Một buổi sáng, Lee nhận được một cuộc gọi từ George - một người bạn thân, nói rằng anh trai của Lee - Joe đang nhập viện ở Beverly sau khi ngã từ thuyền xuống và lên cơn đau tim. Trên đường đến bệnh viện, Lee được thông báo rằng Joe đã chết một giờ trước đó.
Lee đi đến thị trấn Manchester để báo cho Patrick - con trai của Joe rằng cha cậu đã qua đời. Lee tạm thời dọn sang nhà Joe ở để chăm sóc cho Patrick và sắp xếp đám tang của Joe. Lee tránh xa Patrick, cho dù Patrick chỉ là một thiếu niên, trong khi Lee đã từng kết hôn với Randi, hai người đã có hai con gái và một bé trai. Sau khi gặp luật sư của Joe để bàn về di chúc, Lee rất bất ngờ khi biết Joe đã giao quyền giám hộ Patrick cho ông. Lee không muốn ở lại Manchester bởi ký ức về cái chết của những đứa con vẫn khôn nguôi ám ảnh ông (trong lúc say rượu, ông đã vô tình đốt nhà khiến cả ba đứa con ông bị chết cháy. Xấu hổ vì tội lỗi của mình, Lee đã cố gắng tự tử nhưng không thành. Lee và Randi ly hôn).
Randi gọi cho Lee, nói rằng cô sẽ đễn dự đám tang của Joe. Trong cuộc gọi, Randi nói rằng cô đã mang thai. Randi đến dự tang lễ với một người đàn ông khác, có lẽ đó là chồng mới của cô ấy. Trong suốt tang lễ, Lee và Randi không nói chuyện với nhau.
Đám tang bị trì hoãn do thời tiết trở nên quá lạnh, nên việc chôn cất không thể được thực hiện được, Lee đành để xác của Joe trong tủ đựng xác ở bệnh viện. Điều đó đã làm Patrick rất buồn và khó chịu. Vì vậy, Lee buộc phải ở lại Manchester với Patrick. Lee cũng gợi ý cho Patrick bán chiếc thuyền mà Joe để lại, vì các động cơ sắp hỏng và một con thuyền mới có thể rất tốn tiền. Patrick từ chối. Tuy nhiên, họ vẫn có thể mua động cơ mới sau khi Lee bán súng săn của Joe. Patrick còn dành thời gian với Sandy, cô bạn gái trong cùng ban nhạc, mặc dù quan hệ tình dục của họ đang bị gián đoạn bởi Sandy không biết mẹ Jill - người có vẻ quan tâm đến Lee. Patrick muốn tác thành cho Lee và Jill, nhưng Lee cảm thấy không thoải mái và không muốn nói chuyện với Jill. Sau chuyện của Jill, Patrick nghĩ rằng Lee không muốn làm bất kì điều gì cùng cậu ấy. Patrick càng tức giận hơn khi Lee tỏ ý muốn rời Manchester và trở lại làm tạp vụ ở Boston.
Lee sớm nhận ra rằng Patrick đang liên lạc với Elise - mẹ của Patrick, người đã rời bỏ hai bố con Joe vì tiền sử của nghiện rượu và sử dụng ma túy. Lee tỏ ra khinh miệt cô. Nhưng hiện tại Elise đã cai nghiện và đính hôn với Jeffrey, một người theo đạo Kitô giáo. Patrick hy vọng sẽ được sống với mẹ đến khi anh tốt nghiệp trung học, vì thế anh đã đến thăm nhà Elise theo lời mời. Tuy nhiên, chuyến thăm bất ngờ của anh đã làm Elise bối rối và cư xử kì quặc. Patrick nhanh chóng trở nên thất vọng và chán nản. Sau đó, anh nhận được một email từ Jeffrey yêu cầu anh không được gặp Elise trước khi nói chuyện với ông ta.
Lee chạy đến bên Randi, cùng với đứa con mới sinh của cô ấy. Randi rất xúc động, bày tỏ lòng hối hận vì cách cô đối xử với ông sau khi con họ chết. Cô muốn quay lại với Lee, nhưng Lee cảm thấy mình không thể trở về với Randi như trước. Ông nói: "Tôi không thể" và bỏ đi, để lại Randi trong thổn thức.
Lee nói với Patrick rằng ông đã nhận được công việc mới ở Boston, và vợ chồng George đã đồng ý nhận nuôi Patrick. Sau khi Joe được chôn cất, Lee và Patrick đi dạo, Lee nói với Patrick rằng nhà mới của ông có thêm một phòng trống, nên Patrick có thể đến chơi bất cứ lúc nào. Họ câu cá trên chiếc thuyền của Joe, như Joe đã làm nhiều năm về trước.

## Diễn viên
- Casey Affleck trong vai Lee Chandler
- Michelle Williams trong vai Randi - vợ cũ của Lee
- Kyle Chandler trong vai Joe Chandler, anh trai của Lee
- Lucas Hedges trong vai Patrick Chandler, mười sáu tuổi, con trai của Joe và Elise
- Gretchen Mol trong vai Elise Chandler, vợ cũ của Joe
- Tate Donovan trong vai huấn luyện viên khúc gôn cầu
- Kara Hayward trong vai Silvie, bạn của Patrick
- Anna Baryshnikov trong vai Sandy, bạn gái Patrick
- Erica McDermott trong vai Sue, ông chủ của Lee
- Matthew Broderick trong vai Jeffrey
- Heather Burns trong vai Jill
- C. J. Wilson trong vai George - bạn của Lee

## Sản xuất
Vào tháng 9 năm 2014, Matt Damon đã hợp tác cùng nhà làm phim Kenneth Lonergan sản xuất bộ phim Bờ biển Manchester. Trước đây, họ đã làm việc cùng nhau ở bộ phim Margaret. Ban đầu, bộ phim được dự kiến là do Damon đạo diễn, nhưng do vài thay đổi trong kế hoạch, Lonergan đã đạo diễn thay cho Damon, trong khi Damon trở thành nhà sản xuất và diễn viên chính. Lonergan nói rằng Damon và John Krasinski là những người đã đem lại ý tưởng cho ông (Krasinski là một diễn viên trong phim). Gigi Pritzker là nhà tài trợ chính cho bộ phim thông qua công ty Odd Lot Entertainment.
Giai đoạn chuẩn bị sản xuất bắt đầu vào ngày 8 tháng 9 năm 2014. Vào đầu tháng 12 năm 2014, trong khi đang đóng phim The Finest Hours, Casey Affleck đã tiết lộ cho tờ The Boston Globe rằng ông sẽ thay thế Damon trong vai Lee Chandler. Affleck chính thức thay thế Damon vào tháng 5 năm 2015. Vào tháng 9 năm 2015, Michelle Williams được thêm vào dàn diễn viên - trong vai vợ của Lee Chandler.
Vào tháng 3 năm 2015, Sierra / Affinity đã tài trợ cho bộ phim, trong khi Kimberly Steward qua công ty K Period Media, Kevin J. Walsh qua công ty B Story, Chris Moore qua CMP và Damon qua Pearl Street Films sẽ sản xuất và tài trợ cho bộ phim. Bộ phim được thực hiện bởi Josh Godfrey, John Krasinski, Declan Baldwin và Bill Migliore; một thời gian sau, Pritzker cắt nguồn tài trợ. Kyle Chandler tham gia bộ phim vào ngày 24 tháng 2 năm 2015 - trong vai anh trai của Lee. Vào tháng 4 năm 2015, Lucas Hedges tham gia bộ phim. Không lâu sau đó, Erica McDermott cũng tham gia đóng phim.

### Quay phim
Bộ phim được quay ở New England. Những cảnh quay chính bắt đầu vào ngày 23 tháng 3 năm 2015, ở thị trấn cùng tên, Massachusetts. Vào những ngày tiếp theo, bộ phim được quay tại North Shore (một khu vực thuộc Massachusetts), Beverly, Gloucester, Swampscott, Lynn, và Salem.

## Phát hành
Phim được công chiếu vào ngày 23 tháng 1 năm 2016, tại liên hoan phim Sundance. Ngay sau đó, hãng phim Amazon Studios đã mua bản quyền phim với giá 10 triệu đô-la, đánh bại Sony Pictures Classics, Universal Pictures, Lionsgate và Fox Searchlight. Đây là bộ phim được hãng Amazon mua với giá cao thứ hai, sau phim The Birth of a Nation với giá 17.5 triệu đô-la. Roadside Attractions là hãng phim đồng phân phối với Amazon. Bộ phim cũng được chiếu tại liên hoan phim Telluride vào ngày mùng 2 tháng 9 năm 2016, liên hoan phim quốc tế Toronto ngày mùng 8 tháng 9 năm 2016, Liên hoan phim New York vào ngày 1 tháng 10 năm 2016 và liên hoan phim BFI London vào ngày 11 tháng 10 năm 2016. Bộ phim được phát hành vào ngày 18 tháng 11 năm 2016.

## Đánh giá

### Doanh thu
Bộ phim phát hành một phiên bản hạn chế vào ngày 18 tháng 11 năm 2016, thu về 256.498 đô-la từ bốn rạp chiếu phim mỗi ngày cuối tuần, trung bình mỗi rạp là 64.125 đô-la. Phim bắt đầu mở rộng phạm vi phát hành vào ngày 16 tháng 12 năm 2016 và thu về 4.2 triệu đô-la.

### Phê bình
Bờ biển Manchester nhận được nhiều lời khen ngợi, nhất là ở khâu đạo diễn của Lonercuaifa và diễn xuất của Affleck, Williams, Hedges. Trên trang web Rotten Tomatoes, bộ phim có tỉ lệ yêu thích 97% trong 173 đánh giá, với tỉ lệ trung bình là 8.9/10 và chú thích: "Bờ biển Manchester là bộ phim có sức ảnh hưởng rất lớn bởi dàn diễn viên tài năng, đánh dấu một bước tiến quan trọng của biên kịch–đạo diễn Kenneth Lonergan." Trên trang Metacritic, phim đạt 96/100 điểm, dựa trên 49 bình luận tích cực.